# Ed Smith
Edward Bernard Smith, detto Ed (West Jefferson, 5 luglio 1929 – Marietta, 26 novembre 1998), è stato un cestista statunitense, professionista nella NBA.

## Carriera
Venne selezionato dai New York Knicks al primo giro del Draft NBA 1951 (6ª scelta assoluta).